# Zügelseeschwalbe

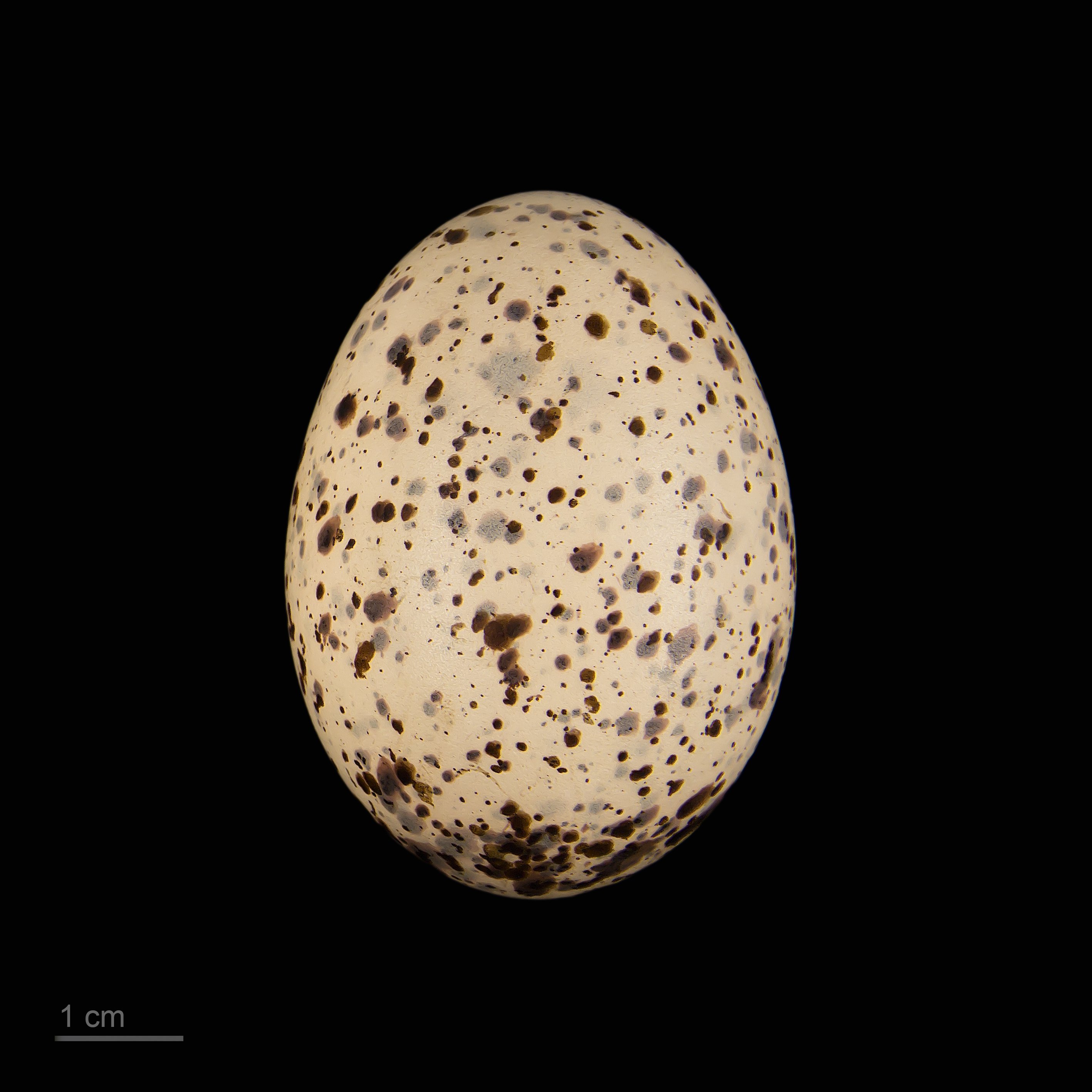
Onychoprion anaethetus

Die Zügelseeschwalbe (Onychoprion anaethetus, Syn.: Sterna anaethetus) ist ein Seevogel aus der Familie der Seeschwalben. Früher wurde sie in die Gattung Sterna gestellt (Bridge et al., 2005). Sie ist auf allen tropischen und subtropischen Meeren verbreitet.

## Beschreibung
Die Zügelseeschwalbe ist eine kleine Seeschwalbe, die eine Länge von 30 bis 32 Zentimeter und Spannweite von 77 bis 81 Zentimeter erreicht. Sie ist damit etwa ähnlich groß wie die Fluss-Seeschwalbe. Die Flügel und der tiefgegabelte Schwanz sind lang. Die Haube ist schwarz. Ein schmales weißes Band auf der Stirn verjüngt sich mindestens ein Zentimeter hinter dem Auge zu einem spitzen Augenstreif. Ein gleichmäßiger schmaler schwarzer Zügelstreifen verläuft von der Basis des Unterschnabels bis zum Auge. Die Oberseite ist dunkelgrau bis schwarz, die Unterseite weiß. Der Mantel und die großen Armdecken sind grau bis mittelbraun. Die Schwungfedern sind schwarzbraun. Die Jungvögel sind an der Unterseite weiß und an der Oberseite fahlgrau.

## Verbreitung und Vorkommen
Die Zügelseeschwalbe ist ein Zugvogel, der auf Felseninseln brütet und über den Ozeanen überwintert. Die atlantische Unterart O. n. melanopters brütet in Mexiko, der Karibik und Westafrika. Weitere Rassen kommen im arabischen Raum, in Südostasien und Australasien vor. Die genaue Zahl der validen Unterarten ist allerdings umstritten.

## Lebensweise und Nahrung
Die Zügelseeschwalbe nistet auf dem ausgeschabten Boden oder in Mulden und legt ein Ei. Ihre Nahrung besteht aus kleinen Fischen oder Tintenfischen, die sie entweder durch Stoßtauchen erbeutet oder wie die Trauerseeschwalben und Lachseeschwalben an der Oberfläche fängt. Im Gegensatz zur Küstenseeschwalbe, die den Suchflug favorisiert, taucht die Zügelseeschwalbe gewöhnlich direkt nach ihrer Beute. Die Übergabe eines Fisches vom Männchen an das Weibchen ist ein Teil des Paarungsspiels. Der größte natürliche Feind der Zügelseeschwalbe ist der Fregattvogel, dem auf manchen Inseln der größte Teil der Küken zum Opfer fallen.